# Euroliga de 2014–15 – Grupo C
Artigo principal Euroliga 2014-2015
Resultados e classificação do Grupo C da temporada regular da Euroliga 2014-2015.

## Classificação
| Clube                | J  | V | D | PF  | PC  | Dif  |
| -------------------- | -- | - | - | --- | --- | ---- |
| FC Barcelona         | 10 | 9 | 1 | 861 | 738 | 123  |
| Fenerbahçe Ülker     | 10 | 8 | 2 | 843 | 787 | 56   |
| Panathinaikos        | 10 | 5 | 5 | 768 | 743 | 25   |
| EA7 Emporio Armani   | 10 | 5 | 5 | 775 | 795 | -20  |
| FC Bayern de Munique | 10 | 2 | 8 | 806 | 866 | -60  |
| Zgocelec Turów       | 10 | 1 | 9 | 773 | 897 | -124 |

## Primeira Rodada
| 17 Outubro de 2014 20:30 | Relatório | Panathinaikos                                                 | 84–77 | Zgocelec Turów                                  |  | OAKA, Atenas Público: 8 300 Árbitros: Milivoje Jovcic (SRB), Damir Javor (SLO) e David Romano (ISR) |  |
| 17 Outubro de 2014 20:30 | Relatório | Placar por quarto: 18-14, 24-21, 26-24, 16-18                 |       |                                                 |  | OAKA, Atenas Público: 8 300 Árbitros: Milivoje Jovcic (SRB), Damir Javor (SLO) e David Romano (ISR) |  |
| 17 Outubro de 2014 20:30 | Relatório | Pts: Slaughter, Pappas 16 Rbts: Batista 7 Asts: Diamantidis 4 |       | Pts: Collins 23 Rbts: Collins 9 Asts: Collins 5 |  | OAKA, Atenas Público: 8 300 Árbitros: Milivoje Jovcic (SRB), Damir Javor (SLO) e David Romano (ISR) |  |

| 17 Outubro de 2014 21:00 | Relatório | Fenerbahçe Ülker                                               | 77–74 | EA7 Emporio Armani                                     | OT | Ülker Sports Arena, Istanbul Público: 9 846 Árbitros: Christos Christodolou (GRE), Olegs Latisevs (LAT) e Emilio Perez Pizarro (SPA) |  |
| 17 Outubro de 2014 21:00 | Relatório | Placar por quarto: 26-15, 15-28, 6-4, 10-11, OT: 20-16         |       |                                                        | OT | Ülker Sports Arena, Istanbul Público: 9 846 Árbitros: Christos Christodolou (GRE), Olegs Latisevs (LAT) e Emilio Perez Pizarro (SPA) |  |
| 17 Outubro de 2014 21:00 | Relatório | Pts: Goudelock 19 Rbts: Vesely 9 Asts: Goudelock, Bogdanovic 4 |       | Pts: Gentile 15 Rbts: Melli, Samuels 8 Asts: Hackett 5 | OT | Ülker Sports Arena, Istanbul Público: 9 846 Árbitros: Christos Christodolou (GRE), Olegs Latisevs (LAT) e Emilio Perez Pizarro (SPA) |  |

| 17 Outubro de 2014 21:30 | Relatório | FC Barcelona                                         | 83–81 | FC Bayern de Munique                                    |  | Palau Blaugrana, Barcelona Público: 5 229 Árbitros: Tolga Sahin (ITA), Eddie Viator (FRA) e Petros Papapetrou (GRE) |  |
| 17 Outubro de 2014 21:30 | Relatório | Placar por quarto: 19-19, 25-24, 18-16, 21-22        |       |                                                         |  | Palau Blaugrana, Barcelona Público: 5 229 Árbitros: Tolga Sahin (ITA), Eddie Viator (FRA) e Petros Papapetrou (GRE) |  |
| 17 Outubro de 2014 21:30 | Relatório | Pts: Doellmann 16 Rbts: Ante Tomic10 Asts: Navarro 8 |       | Pts: Djedovic 19 Rbts: Jagla 11 Asts: Bryant, Djedivc 4 |  | Palau Blaugrana, Barcelona Público: 5 229 Árbitros: Tolga Sahin (ITA), Eddie Viator (FRA) e Petros Papapetrou (GRE) |  |

## Segunda Rodada
| 23 de Outubro de 2014 20:45 | Relatório | FC Bayern de Munique                           | 81–75 | Panathinaikos                                       |  | Audi Dome, Munique Público: 5 785 Árbitros: Garcia Ortiz (SPA), Paternico (ITA) e Zashchuck (UKR) |  |
| 23 de Outubro de 2014 20:45 | Relatório | Placar por quarto: 17-16, 15-19, 25-24, 24-16  |       |                                                     |  | Audi Dome, Munique Público: 5 785 Árbitros: Garcia Ortiz (SPA), Paternico (ITA) e Zashchuck (UKR) |  |
| 23 de Outubro de 2014 20:45 | Relatório | Pts: Savanovic 20 Rbts: Bryant 9 Asts: Micic 5 |       | Pts: Batista 18 Rbts: Batista 7 Asts: Diamantidis 7 |  | Audi Dome, Munique Público: 5 785 Árbitros: Garcia Ortiz (SPA), Paternico (ITA) e Zashchuck (UKR) |  |

| 23 de Outubro de 2014 21:00 | Relatório | Zgorzelec Turów                               | 76–91 | Fenerbahçe Ülker                                         |  | Centrum Sportowe, Zgorzelec Público: 1 773 Árbitros: Rocha (POR), Viator (FRA) e Chebychev (UKR) |  |
| 23 de Outubro de 2014 21:00 | Relatório | Placar por quarto: 15-30, 25-20, 20-19, 16-22 |       |                                                          |  | Centrum Sportowe, Zgorzelec Público: 1 773 Árbitros: Rocha (POR), Viator (FRA) e Chebychev (UKR) |  |
| 23 de Outubro de 2014 21:00 | Relatório | Pts: Kulig 23 Rbts: Kulig 8 Asts: Jaramaz 4   |       | Pts: Goudelock 27 Rbts: Savas 7 Asts: Sipahi e Bjelica 3 |  | Centrum Sportowe, Zgorzelec Público: 1 773 Árbitros: Rocha (POR), Viator (FRA) e Chebychev (UKR) |  |

| 23 de Outubro de 2014 21:00 | Relatório | EA7 Emporio Armani                                               | 63–78 | FC Barcelona                                      |  | Mediolanum Forum, Milão Público: 9 800 Árbitros: Belosevic (SRB), Ryzhyk (UKR) e Zamojski (POL) |  |
| 23 de Outubro de 2014 21:00 | Relatório | Placar por quarto: 17-20, 15-25, 18-18, 13-15                    |       |                                                   |  | Mediolanum Forum, Milão Público: 9 800 Árbitros: Belosevic (SRB), Ryzhyk (UKR) e Zamojski (POL) |  |
| 23 de Outubro de 2014 21:00 | Relatório | Pts: Hackett 15 Rbts: Gentile, James e Samuels 7 Asts: Gentile 8 |       | Pts: Abrines 21 Rbts: Pleiss 6 Asts: Satoransky 8 |  | Mediolanum Forum, Milão Público: 9 800 Árbitros: Belosevic (SRB), Ryzhyk (UKR) e Zamojski (POL) |  |

## Terceira Rodada
| 30 de Outubro de 2014 17:00 | Relatório | Panathinaikos                                       | 91–73 | Fenerbahçe Ülker                                |  | OAKA, Atenas Público: 14 500 Árbitros: Perez (SPA), Ryzhyk (UKR) e Trawicki (POL) |  |
| 30 de Outubro de 2014 17:00 | Relatório | Placar por quarto: 31-19, 28-17, 23-21, 9-16        |       |                                                 |  | OAKA, Atenas Público: 14 500 Árbitros: Perez (SPA), Ryzhyk (UKR) e Trawicki (POL) |  |
| 30 de Outubro de 2014 17:00 | Relatório | Pts: Slaughter 23 Rbts: Fotsis 6 Asts: Diamantis 10 |       | Pts: Bjelica 16 Rbts: Vesely 8 Asts: Preldzic 5 |  | OAKA, Atenas Público: 14 500 Árbitros: Perez (SPA), Ryzhyk (UKR) e Trawicki (POL) |  |

| 31 de Outubro de 2014 20:15 | Relatório | FC Bayern de Munique                               | 74–81 | EA7 Emporio Armani                                     |  | Audi Dome, Munique Público: 6 037 Árbitros: Hierrezuelo (SPA), Koromilas (GRE) e Peruga (SPA) |  |
| 31 de Outubro de 2014 20:15 | Relatório | Placar por quarto: 21-25, 22-18, 16-13, 15-25      |       |                                                        |  | Audi Dome, Munique Público: 6 037 Árbitros: Hierrezuelo (SPA), Koromilas (GRE) e Peruga (SPA) |  |
| 31 de Outubro de 2014 20:15 | Relatório | Pts: Schaffartzic 15 Rbts: Bryant 10 Asts: Gavel 4 |       | Pts: Hackett e Ragland 16 Rbts: Moss 5 Asts: Hackett 6 |  | Audi Dome, Munique Público: 6 037 Árbitros: Hierrezuelo (SPA), Koromilas (GRE) e Peruga (SPA) |  |

| 31 de Outubro de 2014 20:45 | Relatório | FC Barcelona                                             | 88–67 | PGE Túrow Zgorzelec                                             |  | Palau Blaugrana, Barcelona Público: 4 252 Árbitros: Chiari (ITA), Vojinovic (SRB) e Juras (SRB) |  |
| 31 de Outubro de 2014 20:45 | Relatório | Placar por quarto: 23-21, 26-16, 23-18, 14-12            |       |                                                                 |  | Palau Blaugrana, Barcelona Público: 4 252 Árbitros: Chiari (ITA), Vojinovic (SRB) e Juras (SRB) |  |
| 31 de Outubro de 2014 20:45 | Relatório | Pts: Doellmann 20 Rbts: Tomic 9 Asts: Oleson e Huertas 5 |       | Pts: Kulig 19 Rbts: Kulig e Wright 5 Asts: Collins e Dylewicz 4 |  | Palau Blaugrana, Barcelona Público: 4 252 Árbitros: Chiari (ITA), Vojinovic (SRB) e Juras (SRB) |  |

## Quarta Rodada
| 6 de Novembro de 2014 19:00 | Relatório | PGE Turów Zgorzelec                                | 89–78 | FC Bayern de Munique                                 |  | Centrum Sportowe, Zgorzelec Público: 0 Árbitros: Ryzhyk (UKR), Garcia Gonzalez (SPA) e Cici (ALB) |  |
| 6 de Novembro de 2014 19:00 | Relatório | Placar por quarto: 17-22, 25-17, 28-20, 19-19      |       |                                                      |  | Centrum Sportowe, Zgorzelec Público: 0 Árbitros: Ryzhyk (UKR), Garcia Gonzalez (SPA) e Cici (ALB) |  |
| 6 de Novembro de 2014 19:00 | Relatório | Pts: Kulig 22 Rbts: Kulig e Taylor 6 Asts: Mardy 7 |       | Pts: Dedovic 16 Rbts: Bryant 10 Asts: Schaffartzik 4 |  | Centrum Sportowe, Zgorzelec Público: 0 Árbitros: Ryzhyk (UKR), Garcia Gonzalez (SPA) e Cici (ALB) |  |

| 6 de Novembro de 2014 20:45 | Relatório | Fenerbahçe Ülker                              | 78–80 | FC Barcelona                                            |  | Ülker Sports Arena, Istambul Público: 10 108 Árbitros: Lamonica (ITA), Boltauzer (GER) e Koromilas (GRE) |  |
| 6 de Novembro de 2014 20:45 | Relatório | Placar por quarto: 21-19, 20-22, 19-23, 18-16 |       |                                                         |  | Ülker Sports Arena, Istambul Público: 10 108 Árbitros: Lamonica (ITA), Boltauzer (GER) e Koromilas (GRE) |  |
| 6 de Novembro de 2014 20:45 | Relatório | Pts: Zoric 18 Rbts: Zoric 10 Asts: Bjelica 4  |       | Pts: Oleson 16 Rbts: Lampe 8 Asts: Marcelinho Huertas 6 |  | Ülker Sports Arena, Istambul Público: 10 108 Árbitros: Lamonica (ITA), Boltauzer (GER) e Koromilas (GRE) |  |

| 7 de Novembro de 2014 20:45 | Relatório | Panathinaikos                                                   | 90–63 | EA7 Emporio Armani                                              |  | OAKA, Atenas Público: 10 500 Árbitros: Pukl (SLO), Lottermoser (GER) e Vojinovic (SRB) |  |
| 7 de Novembro de 2014 20:45 | Relatório | Placar por quarto: 23-13, 21-17, 27-13, 19-20                   |       |                                                                 |  | OAKA, Atenas Público: 10 500 Árbitros: Pukl (SLO), Lottermoser (GER) e Vojinovic (SRB) |  |
| 7 de Novembro de 2014 20:45 | Relatório | Pts: Esteban Batista 15 Rbts: Diamantidis 7 Asts: Diamantidis 8 |       | Pts: Samuels 18 Rbts: Melli, Kleiza e Samuels 3 Asts: Ragland 7 |  | OAKA, Atenas Público: 10 500 Árbitros: Pukl (SLO), Lottermoser (GER) e Vojinovic (SRB) |  |

## Quinta Rodada
| 13 de Novembro de 2014 20:15 | Relatório | FC Bayern de Munique                                                   | 86–93 | Fenerbahçe Ülker                                     |  | Audi Dome, Munique Público: 6 700 Árbitros: Pukl (SLO), Perez Pizarro (SPA) e Perea (SPA) |  |
| 13 de Novembro de 2014 20:15 | Relatório | Placar por quarto: 22-19, 22-31, 16-19, 26-24                          |       |                                                      |  | Audi Dome, Munique Público: 6 700 Árbitros: Pukl (SLO), Perez Pizarro (SPA) e Perea (SPA) |  |
| 13 de Novembro de 2014 20:15 | Relatório | Pts: Micic e Dedovic 16 Rbts: Micic, [John Bryant Asts: Schaffartzik 8 |       | Pts: Goudelock 34 Rbts: Bjelica 7 Asts: Bogdanovic 7 |  | Audi Dome, Munique Público: 6 700 Árbitros: Pukl (SLO), Perez Pizarro (SPA) e Perea (SPA) |  |

| 13 de Novembro de 2014 20:45 | Relatório | EA7 Emporio Armani                                     | 90–71 | PGE Turów Zgorzelec                                    |  | Mediolanum Forum, Milão Público: 7 998 Árbitros: Dozai (CRO), Cortes (SPA) e Hordov (CRO) |  |
| 13 de Novembro de 2014 20:45 | Relatório | Placar por quarto: 26-16, 14-22, 18-19, 32-14          |       |                                                        |  | Mediolanum Forum, Milão Público: 7 998 Árbitros: Dozai (CRO), Cortes (SPA) e Hordov (CRO) |  |
| 13 de Novembro de 2014 20:45 | Relatório | Pts: Ragland 20 Rbts: Samuels e Moss 8 Asts: Hackett 9 |       | Pts: Taylor 15 Rbts: Kulig 6 Asts: Taylor e Dylewicz 3 |  | Mediolanum Forum, Milão Público: 7 998 Árbitros: Dozai (CRO), Cortes (SPA) e Hordov (CRO) |  |

| 14 de Novembro de 2014 21:00 | Relatório | FC Barcelona                                           | 78–69 | Panathinaikos                                       |  | Palau Blaugrana, Barcelona Público: 5 254 Árbitros: Jovcic (SRB), Latisevs (LAT) e Maestre (FRA) |  |
| 14 de Novembro de 2014 21:00 | Relatório | Placar por quarto: 18-18, 29-20, 17-18, 14-13          |       |                                                     |  | Palau Blaugrana, Barcelona Público: 5 254 Árbitros: Jovcic (SRB), Latisevs (LAT) e Maestre (FRA) |  |
| 14 de Novembro de 2014 21:00 | Relatório | Pts: Tomic 16 Rbts: Tomi 10 Asts: Marcelinho Huertas 5 |       | Pts: Batista 14 Rbts: Batista 8 Asts: Diamantidis 4 |  | Palau Blaugrana, Barcelona Público: 5 254 Árbitros: Jovcic (SRB), Latisevs (LAT) e Maestre (FRA) |  |

## Sexta Rodada
| 20 de Novembro de 2014 20:15 | Relatório | FC Bayern de Munique                                               | 77–99 | FC Barcelona                                                     |  | Audi Dome, Munique Público: 6 700 Árbitros: Christodolou (GRE), Nuran (TUR) e Pastusiak (POL) |  |
| 20 de Novembro de 2014 20:15 | Relatório | Placar por quarto: 17-22, 22-38, 21-21, 17-18                      |       |                                                                  |  | Audi Dome, Munique Público: 6 700 Árbitros: Christodolou (GRE), Nuran (TUR) e Pastusiak (POL) |  |
| 20 de Novembro de 2014 20:15 | Relatório | Pts: Dedovic 14 Rbts: Bryant e Stimac 7 Asts: Dedovic e McCalebb 5 |       | Pts: Huertas, Navarro e Nachbar 15 Rbts: Tomic 6 Asts: Huertas 6 |  | Audi Dome, Munique Público: 6 700 Árbitros: Christodolou (GRE), Nuran (TUR) e Pastusiak (POL) |  |

| 20 de Novembro de 2014 20:45 | Relatório | PGE Turów Zgorzelec                                    | 69–79 | Panathinaikos                                                            |  | Centrum Sportowe, Zgorzelec Público: 0 Árbitros: Sahin (ITA), Herceg (CRO) e Mantyla (FIN) |  |
| 20 de Novembro de 2014 20:45 | Relatório | Placar por quarto: 22-25, 11-19, 18-17, 18-18          |       |                                                                          |  | Centrum Sportowe, Zgorzelec Público: 0 Árbitros: Sahin (ITA), Herceg (CRO) e Mantyla (FIN) |  |
| 20 de Novembro de 2014 20:45 | Relatório | Pts: Taylor e Wright 13 Rbts: Nikolic 5 Asts: Taylor 7 |       | Pts: Mavrokefalidis 21 Rbts: Giakovitz 7 Asts: Slaughter e Diamantidis 3 |  | Centrum Sportowe, Zgorzelec Público: 0 Árbitros: Sahin (ITA), Herceg (CRO) e Mantyla (FIN) |  |

| 20 de Novembro de 2014 21:00 | Relatório | EA7 Emporio Armani                              | 74–80 | Fenerbahçe Ülker                                  |  | PalaDesio, Desio Público: 7 000 Árbitros: Rocha (POR), Radovic (CRO) e Zashchuk (UKR) |  |
| 20 de Novembro de 2014 21:00 | Relatório | Placar por quarto: 23-21, 13-23, 12-18, 25-18   |       |                                                   |  | PalaDesio, Desio Público: 7 000 Árbitros: Rocha (POR), Radovic (CRO) e Zashchuk (UKR) |  |
| 20 de Novembro de 2014 21:00 | Relatório | Pts: Brooks 17 Rbts: Hackett 10 Asts: Ragland 6 |       | Pts: Hickman 14 Rbts: Bjelica 8 Asts: Goudelock 5 |  | PalaDesio, Desio Público: 7 000 Árbitros: Rocha (POR), Radovic (CRO) e Zashchuk (UKR) |  |

## Sétima Rodada
| 27 de Novembro de 2014 19:15 | Relatório | Fenerbahçe Ülker                                   | 89–74 | PGE Turów Zgorzelec                             |  | Ülker Sports Arena, Istambul Público: 6 476 Árbitros: Hierrezuelo (SPA), Obradovic (BIH) e Koljensic (MNE) |  |
| 27 de Novembro de 2014 19:15 | Relatório | Placar por quarto: 26-12, 22-24, 17-17, 24-21      |       |                                                 |  | Ülker Sports Arena, Istambul Público: 6 476 Árbitros: Hierrezuelo (SPA), Obradovic (BIH) e Koljensic (MNE) |  |
| 27 de Novembro de 2014 19:15 | Relatório | Pts: Goudelock 21 Rbts: Bjelica 10 Asts: Hickman 5 |       | Pts: Moldoveanu 16 Rbts: Kulig 10 Asts: Taylor9 |  | Ülker Sports Arena, Istambul Público: 6 476 Árbitros: Hierrezuelo (SPA), Obradovic (BIH) e Koljensic (MNE) |  |

| 28 de Novembro de 2014 20:00 | Relatório | Panathinaikos                                      | 87–72 | FC Bayern de Munique                                           |  | OAKA, Atenas Público: 11 500 Árbitros: Lamonica (ITA), Shemmesh (ISR) e Jimenez (SPA) |  |
| 28 de Novembro de 2014 20:00 | Relatório | Placar por quarto: 18-12, 26-21, 21-18, 22-21      |       |                                                                |  | OAKA, Atenas Público: 11 500 Árbitros: Lamonica (ITA), Shemmesh (ISR) e Jimenez (SPA) |  |
| 28 de Novembro de 2014 20:00 | Relatório | Pts: Slaughter 17 Rbts: Gist 6 Asts: Diamantidis 5 |       | Pts: McCalebb 15 Rbts: Bryant 9 Asts: Schaffartzik e Benzing 4 |  | OAKA, Atenas Público: 11 500 Árbitros: Lamonica (ITA), Shemmesh (ISR) e Jimenez (SPA) |  |

| 28 de Novembro de 2014 20:45 | Relatório | FC Barcelona                                   | 84–80 | EA7 Emporio Armani                            |  | Palau Blaugrana, Barcelona Público: 5 242 Árbitros: Gkontas (GRE), Javor (SLO) e Maricic (SRB) |  |
| 28 de Novembro de 2014 20:45 | Relatório | Placar por quarto: 16-19, 20-23, 21-14, 27-24  |       |                                               |  | Palau Blaugrana, Barcelona Público: 5 242 Árbitros: Gkontas (GRE), Javor (SLO) e Maricic (SRB) |  |
| 28 de Novembro de 2014 20:45 | Relatório | Pts: Tomic 18 Rbts: Doellmann 9 Asts: Oleson 4 |       | Pts: Hackett 21 Rbts: James 6 Asts: Hackett 5 |  | Palau Blaugrana, Barcelona Público: 5 242 Árbitros: Gkontas (GRE), Javor (SLO) e Maricic (SRB) |  |

## Oitava Rodada
| 03 de Dezembro de 2014 19:00 | Relatório | EA7 Emporio Armani                                            | 83–81 | FC Bayern de Munique                                 |  | Mediolanum Forum, Milão Público: 10 957 Árbitros: Perez Perez (SPA), Anastopoulos (GRE) e Cmikiewicz (POL) |  |
| 03 de Dezembro de 2014 19:00 | Relatório | Placar por quarto: 20-19, 17-19, 22-22, 24-21                 |       |                                                      |  | Mediolanum Forum, Milão Público: 10 957 Árbitros: Perez Perez (SPA), Anastopoulos (GRE) e Cmikiewicz (POL) |  |
| 03 de Dezembro de 2014 19:00 | Relatório | Pts: Hackett 25 Rbts: Melli, Moss e Hackett 6 Asts: Gentile 4 |       | Pts: Dedovic 13 Rbts: Stimac 8 Asts: Schaffartizik 5 |  | Mediolanum Forum, Milão Público: 10 957 Árbitros: Perez Perez (SPA), Anastopoulos (GRE) e Cmikiewicz (POL) |  |

| 4 de Dezembro de 2014 19:00 | Relatório | Fenerbahçe Ülker                                        | 84–62 | Panathinaikos Atenas                               |  | Ülker Sports Arena, Istanbul Público: 12 473 Árbitros: Lottermoser (GER), Conde (SPA) e Jasevicius (LIT) |  |
| 4 de Dezembro de 2014 19:00 | Relatório | Placar por quarto: 18-18, 18-14, 31-16, 17-14           |       |                                                    |  | Ülker Sports Arena, Istanbul Público: 12 473 Árbitros: Lottermoser (GER), Conde (SPA) e Jasevicius (LIT) |  |
| 4 de Dezembro de 2014 19:00 | Relatório | Pts: Goudelock 18 Rbts: Bogdanovic 8 Asts: Bogdanovic 4 |       | Pts: Slaughter 20 Rbts: Fotsis e Gist Asts: Gist 5 |  | Ülker Sports Arena, Istanbul Público: 12 473 Árbitros: Lottermoser (GER), Conde (SPA) e Jasevicius (LIT) |  |

| 5 de Dezembro de 2014 20:30 | Relatório | PGE Turów Zgorzelec                               | 65–104 | FC Barcelona                                      |  | Centrum Sportowe, Zgorzelec Público: 3 217 Árbitros: Piloidis (GRE), Vyklicky (CZE) e Reiter (GER) |  |
| 5 de Dezembro de 2014 20:30 | Relatório | Placar por quarto: 16-20, 11-23, 16-36, 22-25     |        |                                                   |  | Centrum Sportowe, Zgorzelec Público: 3 217 Árbitros: Piloidis (GRE), Vyklicky (CZE) e Reiter (GER) |  |
| 5 de Dezembro de 2014 20:30 | Relatório | Pts: Taylor 17 Rbts: Dylewicz 6 Asts: Chylinski 3 |        | Pts: Nachbar 17 Rbts: Pleiss 6 Asts: Satoransky 6 |  | Centrum Sportowe, Zgorzelec Público: 3 217 Árbitros: Piloidis (GRE), Vyklicky (CZE) e Reiter (GER) |  |

## Nona Rodada
| 11 de Dezembro de 2014 20:15 | Relatório | FC Bayern de Munique                              | 95–89 | PGE Turów Zgorzelec                               |  | Audi Dome, Munique Público: 5 047 Árbitros: Koromilas (GRE), Bulto (SPA) e Lanzarini (ITA) |  |
| 11 de Dezembro de 2014 20:15 | Relatório | Placar por quarto: 16-22, 22-24, 25-26, 32-17     |       |                                                   |  | Audi Dome, Munique Público: 5 047 Árbitros: Koromilas (GRE), Bulto (SPA) e Lanzarini (ITA) |  |
| 11 de Dezembro de 2014 20:15 | Relatório | Pts: Savanovic 31 Rbts: Bryant 7 Asts: Jaramaz 16 |       | Pts: Dylewicz 16 Rbts: Dylewicz 6 Asts: Jaramaz 4 |  | Audi Dome, Munique Público: 5 047 Árbitros: Koromilas (GRE), Bulto (SPA) e Lanzarini (ITA) |  |

| 11 de Dezembro de 2014 20:45 | Relatório | EA7 Emporio Armani                              | 66–64 | Panathinaikos Atenas                                 |  | PalaDesio, Desio Público: 6 950 Árbitros: Garcia Gonzalez (SPA), Perez Pizarro (SPA) e Kowalski (POL) |  |
| 11 de Dezembro de 2014 20:45 | Relatório | Placar por quarto: 18-11, 14-17, 20-23, 14-13   |       |                                                      |  | PalaDesio, Desio Público: 6 950 Árbitros: Garcia Gonzalez (SPA), Perez Pizarro (SPA) e Kowalski (POL) |  |
| 11 de Dezembro de 2014 20:45 | Relatório | Pts: Hackett 21 Rbts: Hackett 4 Asts: Hackett 4 |       | Pts: Slaughter 17 Rbts: Gist 10 Asts: Diamantidis 11 |  | PalaDesio, Desio Público: 6 950 Árbitros: Garcia Gonzalez (SPA), Perez Pizarro (SPA) e Kowalski (POL) |  |

| 11 de Dezembro de 2014 20:45 | Relatório | FC Barcelona                                                      | 89–91 | Fenerbahçe Ülker                                  | OT | Palau Blaugrana, Barcelona Público: 4 632 Árbitros: Belosevic (SRB), Zamojski (POL) e Paternico (ITA) |  |
| 11 de Dezembro de 2014 20:45 | Relatório | Placar por quarto: 23-25, 14-17, 24-17, 18-20, OT: 10-12          |       |                                                   | OT | Palau Blaugrana, Barcelona Público: 4 632 Árbitros: Belosevic (SRB), Zamojski (POL) e Paternico (ITA) |  |
| 11 de Dezembro de 2014 20:45 | Relatório | Pts: Marcelo Huertas 25 Rbts: Doellmann 6 Asts: Marcelo Huertas 5 |       | Pts: Bogdanovic 23 Rbts: Vesely 10 Asts: Sipahi 5 | OT | Palau Blaugrana, Barcelona Público: 4 632 Árbitros: Belosevic (SRB), Zamojski (POL) e Paternico (ITA) |  |

## Décima Rodada
| 18 de Dezembro de 2014 20:45 | Relatório | PGE Turów Zgorzelec                                  | 96–101 | EA7 Emporio Armani                            |  | Reginalne Centrum Sportowe, Zgorzelec Público: 709 Árbitros: Ankarali (TUR), Maestre (ITA) e Jasevicius (LTU) |  |
| 18 de Dezembro de 2014 20:45 | Relatório | Placar por quarto: 17-22, 22-25, 27-25, 30-29        |        |                                               |  | Reginalne Centrum Sportowe, Zgorzelec Público: 709 Árbitros: Ankarali (TUR), Maestre (ITA) e Jasevicius (LTU) |  |
| 18 de Dezembro de 2014 20:45 | Relatório | Pts: Kulig 23 Rbts: Kulig 8 Asts: Collins e Taylor 5 |        | Pts: Kleiza 29 Rbts: Kleiza 6 Asts: Hackett 9 |  | Reginalne Centrum Sportowe, Zgorzelec Público: 709 Árbitros: Ankarali (TUR), Maestre (ITA) e Jasevicius (LTU) |  |

| 19 de Dezembro de 2014 21:00 | Relatório | Fenerbahçe Ülker                                      | 87–81 | FC Bayern de Munique                            |  | Ülker Sports Arena, Istambul Público: 10 483 Árbitros: Ziemblicki (POL), Shulga (UKR) e Baumanis (LAT) |  |
| 19 de Dezembro de 2014 21:00 | Relatório | Placar por quarto: 21-16, 21-17, 22-23, 23-25         |       |                                                 |  | Ülker Sports Arena, Istambul Público: 10 483 Árbitros: Ziemblicki (POL), Shulga (UKR) e Baumanis (LAT) |  |
| 19 de Dezembro de 2014 21:00 | Relatório | Pts: Bogdanovic 16 Rbts: Bjelica 6 Asts: Bogdanovic 4 |       | Pts: Dedovic 19 Rbts: Stimac 8 Asts: McCalebb 5 |  | Ülker Sports Arena, Istambul Público: 10 483 Árbitros: Ziemblicki (POL), Shulga (UKR) e Baumanis (LAT) |  |

| 19 de Dezembro de 2014 22:00 | Relatório | Panathinaikos Atenas                          | 67–80 | FC Barcelona                                                   |  | OAKA, Atenas Público: 14 500 Árbitros: Rocha (POR), Sahin (ITA) e Viator (FRA) |  |
| 19 de Dezembro de 2014 22:00 | Relatório | Placar por quarto: 10-21, 13-19, 24-20, 20-20 |       |                                                                |  | OAKA, Atenas Público: 14 500 Árbitros: Rocha (POR), Sahin (ITA) e Viator (FRA) |  |
| 19 de Dezembro de 2014 22:00 | Relatório | Pts: Fotsis 14 Rbts: Fotsis 8 Asts: Nelson 5  |       | Pts: Marcelo Huertas 17 Rbts: Lampe 10 Asts: Marcelo Huertas 9 |  | OAKA, Atenas Público: 14 500 Árbitros: Rocha (POR), Sahin (ITA) e Viator (FRA) |  |

## Estatísticas
|     | FC Bayern de Munique   | EA7 Milano            | FC Barcelona                         | Fenerbahçe Ülker        | Panathinaikos Atenas       | PGE Turów           |
| --- | ---------------------- | --------------------- | ------------------------------------ | ----------------------- | -------------------------- | ------------------- |
| PPG | Duško Savanović (13.1) | Daniel Hackett (13.2) | Justin Doellmann e Ante Tomić (10.4) | Andrew Goudelock (16.9) | A. J. Slaughter (12.7)     | Damian Kulig (15.2) |
| RPG | John Bryant (7.7)      | Samardo Samuels (5.8) | Ante Tomić (6.8)                     | Jan Veselý (5.9)        | James Gist (5.3)           | Damian Kulig (5.5)  |
| APG | Bo McCalebb (3.6)      | Daniel Hackett (4.8)  | Marcelinho Huertas (4.8)             | Bogdan Bogdanović (3.4) | Dimitris Diamantidis (5.9) | Mardy Collins (3.9) |

## Ligações Externas
- Site Fenerbahçe Ülker (em turco) (em inglês)
- Site do FC Barcelona (basquete) (em inglês) (em castelhano) (em catalão)
- Site FC Bayern de Munique (basquete) (em alemão) (em inglês)
- Site Panathinaikos (basquete) (em inglês) (em grego)
- Site EA7 Emporio Armani (em inglês) (em italiano)
- Site Turow Zgorzelec (Polonês) (em inglês)
- Site da Euroliga